# Breaking Up Is Hard to Do
Singles de Neil Sedaka
King of Clowns
(1962) Next Door to an Angel
(1962)
Breaking Up Is Hard to Do (« Rompre est difficile à faire » en anglais) est une chanson du chanteur américain Neil Sedaka, co-écrite par Neil Sedaka et Howard Greenfield. Sedaka a enregistré cette chanson deux fois, en 1962 et 1975, dans deux arrangements différents, et elle est considérée comme la chanson phare de sa carrière.
Entre 1970 et 1975, Breaking Up Is Hard to Do a été classé trois fois dans le top 40 américain pour trois artistes différents : Lenny Welch (en), The Partridge Family et la seconde version de Neil Sedaka.

## Version originale
Lors d'un de ses mini-concerts quotidiens le 12 juin 2020, Sedaka a rappelé que l'intro emblématique en scat de la chanson (« come-a come-a down, dooby doo down down ») était le résultat de l'incapacité de Howard Greenfield et lui à trouver des paroles pour cette section de la chanson et de l'improvisation par Sedaka d'une vocalise, qu'ils ont tellement appréciée qu'ils l'ont conservée dans la version finale.
Décrit par AllMusic comme « deux minutes et seize secondes de pure magie pop », Breaking Up Is Hard to Do a atteint la 1re place aux États-Unis (deux semaines consécutives à la première place du Hot 100 de Billboard en août 1962),, et la 7e place au Royaume-Uni (deux semaines non consécutives à la 7e place en septembre 1962). (Aux États-Unis, elle a débuté au Hot 100 de Billboard dans la semaine du 30 juin, et au Royaume-Uni dans le Top 50 dans la semaine du 19 au 25 juillet.) Le single a été un succès internationalement, parfois avec les paroles traduites en langues étrangères. Par exemple, la version italienne s'intitule Tu non lo sai (« Tu ne le sais pas ») et a été enregistrée par Neil Sedaka lui-même.
C'est la chanson phare de Neil Sedaka, la plus célèbre de ses 21 chansons qui ont atteint le top 40 aux États-Unis.
Sur cette version, les chœurs sont assurés par le groupe féminin The Cookies.
Le personnel de la session d'enregistrement originale comprend : Al Casamenti, Art Ryerson (en) et Charles Macy à la guitare ; Ernie Hayes au piano ; George Duvivier à la basse ; Gary Chester (en) à la batterie ; Artie Kaplan (en) au saxophone ; George Devens et Phil Kraus aux percussions ; Seymour Barab et Morris Stonzek aux violoncelles ; et David Gulliet, Joseph H. Haber, Harry Kohon, David Sackson et Louis Stone aux violons.

## Classements et certifications
| Classement (1962)                                           | Meilleures position |
| ----------------------------------------------------------- | ------------------- |
| Allemagne de l'Ouest (Media Control)                        | 42                  |
| Australie (Kent Music Report)                               | 19                  |
| Canada (CHUM Hit Parade)                                    | 1                   |
| États-Unis (Hot 100)                                        | 1                   |
| États-Unis (Cash Box Top 100)                               | 1                   |
| Italie (Musica e dischi) (version italienne, Tu non lo sai) | 4                   |
| Nouvelle-Zélande (Lever Hit Parade)                         | 1                   |
| Royaume-Uni (UK Singles Chart)                              | 7                   |

| Chart (1962)                   | Position |
| ------------------------------ | -------- |
| États-Unis (Billboard Hot 100) | 8        |
| États-Unis (Cash Box Top 100)  | 32       |

## Version de Lenny Walch
Bien qu'il s'agisse à l'origine d'une chanson rythmée, Lenny Welch (en) l'a réenregistrée et sortie en 1969, la réimaginant comme une ballade. Lenny Welch avait demandé à Neil Sedaka s'il avait dans son répertoire des chansons qui correspondaient au style de Welch ; comme la plupart des chansons que Sedaka avait écrites avec son partenaire habituel Howard Greenfield étaient des chansons pop entraînantes, ce n'était pas le cas, mais en jouant du piano, il a découvert que Breaking Up is Hard to Do fonctionnait bien comme une ballade lente, il a donc écrit une nouvelle intro et l'a proposée à Welch. La chanson a atteint la 34e place du Billboard Hot 100 américain et la 8e place du classement Easy Listening en janvier 1970. C'était le troisième et dernier succès de Welch dans le classement Hot 100, et son premier depuis 1964.

## Version de Neil Sedaka de 1975
Singles de Neil Sedaka
Bad Blood (en)
(1975) Love in the Shadows
(1976)
Cinq ans après la reprise réussie de Lenny Welch, Neil Sedaka, en plein retour dans son pays natal, les États-Unis, après plusieurs années de déclin de sa carrière et un détour par le Royaume-Uni, a réenregistré sa chanson phare dans le même style que celui utilisé par Welch. La chanson commence par les premières mesures de l'enregistrement de Sedaka en 1962, avant de s'estomper et de passer à la version lente.
La version lente de Neil Sedaka a culminé à la 8e place en février 1976 et s'est hissée à la première place du classement Easy Listening. Ce n'était que la deuxième fois qu'un artiste entrait dans le Top 10 du Billboard avec deux versions différentes de la même chanson. Neil Sedaka a cité la chanson Since I Fell for You (en) de Lenny Welch ainsi que le groupe The Showmen (en) et la chanteuse Dinah Washington comme sources d'inspiration pour la nouvelle interprétation.

### Classements

#### Classements hebdomadaires
| Classement (1975–1976)          | Meilleure position |
| ------------------------------- | ------------------ |
| Australie (Kent Music Report)   | 48                 |
| Canada (RPM Top Singles)        | 1                  |
| Canada (RPM Adult Contemporary) | 1                  |
| États-Unis (Hot 100)            | 8                  |
| États-Unis (Easy Listening)     | 1                  |
| États-Unis (Cash Box Top 100)   | 7                  |
| Pays-Bas (Tipparade)            | 18                 |

## Version de The Partridge Family
Singles de The Partridge Family
Am I Losing You
(1972) Looking Through the Eyes of Love
(1972)
Outre la reprise de Sedaka, la reprise de loin la plus réussie de Breaking Up Is Hard to Do a été faite par The Partridge Family en 1972. Bien qu'elle n'ait connu qu'un succès moyen en Amérique du Nord, leur version a atteint la troisième place au Royaume-Uni et en Australie. Cette version n'a jamais été publiée en stéréo jusqu'à l'édition 2013 de Bell-Legacy, Playlist : The Very Best of the Partridge Family.

### Classements
| Classement (1972)                | Meilleure position |
| -------------------------------- | ------------------ |
| Afrique du Sud (Springbok Radio) | 19                 |
| Australie (Kent Music Report)    | 3                  |
| Canada (RPM Top Singles)         | 18                 |
| États-Unis (Hot 100)             | 28                 |
| États-Unis (Easy Listening)      | 30                 |
| États-Unis (Cash Box Top 100)    | 25                 |
| Irlande (IRMA)                   | 2                  |
| Nouvelle-Zélande                 | 11                 |
| Royaume-Uni                      | 3                  |

| Classement (1972)                       | Position |
| --------------------------------------- | -------- |
| Australie (Kent Music Report)           | 18       |
| États-Unis (Joel Whitburn's Pop Annual) | 197      |
| Royaume-Uni (UK Singles Chart)          | 23       |

## Adaptations et reprises
Breaking Up Is Hard to Do a été repris par de nombreux autres artistes au fil des ans, entre autres par Paul Anka, les Carpenters, The Four Seasons, Tom Jones, Carole King, Andy Williams, ainsi que par The Happenings (en), dont la version s'est classée à la 67e place du Billboard Hot 100 américain en 1968.
La chanson a été adaptée en plusieurs langues, dont les versions françaises enregistrées en 1962 d'André Salvet et Georges Aber, Moi je pense encore à toi, interprétée par Sylvie Vartan et par Claude François et Le bonheur c'est toi interprétée par le chanteur québécois Jacques Salvail, qui s'est classée à la 6e place du Palmarès québécois.
En 1984, Les Chipmunks reprennent la chanson dans l'épisode Lights, Camera, Alvin de la série Alvin et les Chipmunks.